# کاروانسرای حسینخانی
کاروانسرای حسینخانی مربوط به دوره قاجار است و در همدان، شمال بازار، انتهای راسته حسین خانی واقع شده و این اثر در تاریخ ۲۹ تیر ۱۳۷۷ با شمارهٔ ثبت ۲۰۶۷ به‌عنوان یکی از آثار ملی ایران به ثبت رسیده است.